# Інформаційна безпека України
Інформаційна безпека України —  сукупність дієвих заходів вповноважених державних органів у інформаційній сфері, спрямованих на захист національної безпеки та оборони України

## Сутність
Розуміється стан захищеності інформаційного простору України, при якому спеціальні інформаційні операції (ІПСО) , акти зовнішньої інформаційної агресії, інформаційний тероризм, незаконне зняття інформації за допомогою спеціальних технічних засобів, комп'ютерні злочини та інший деструктивний інформаційний вплив не завдає суттєвої шкоди національним інтересам. 
Ліпкан В. А. виокремлює кілька підходів щодо розуміння інформаційної безпеки: стан захищеності інформаційного простору; процес управління загрозами та небезпеками, що забезпечує інформаційний суверенітет України; стан захищеності національних інтересів країни в інформаційному середовищі або в інформаційній сфері; захищеність установлених законом правил, за якими відбуваються інформаційні процеси в державі; важливу функцію держави; суспільні відносини, пов’язані із захистом життєво важливих інтересів людини і громадянина, суспільства та держави від реальних та потенційних загроз в інформаційному просторі; невід’ємну частину політичної, економічної, оборонної та інших складових національної безпеки.

## Законодавча регламентація
Відповідно до законодавства України поняття "інформаційна безпека" має таке визначення: 
"стан захищеності життєво важливих інтересів людини, суспільства і держави, при якому запобігається нанесення шкоди через: неповноту, невчасність та невірогідність інформації, що використовується; негативний інформаційний вплив; негативні наслідки застосування інформаційних технологій; несанкціоноване поширення, використання, порушення цілісності, конфіденційності та доступності інформації." 
"інформаційна безпека України - складова частина національної безпеки України, стан захищеності державного суверенітету, територіальної цілісності, демократичного конституційного ладу, інших життєво важливих інтересів людини, суспільства і держави, за якого належним чином забезпечуються конституційні права і свободи людини на збирання, зберігання, використання та поширення інформації, доступ до достовірної та об'єктивної інформації, існує ефективна система захисту і протидії нанесенню шкоди через поширення негативних інформаційних впливів, у тому числі скоординоване поширення недостовірної інформації, деструктивної пропаганди, інших інформаційних операцій, несанкціоноване розповсюдження, використання й порушення цілісності інформації з обмеженим доступом". 

## Різновиди
Виокремлюють три рівня забезпечення інформаційної безпеки:
- рівень особи (формування раціонального, критичного мислення на основі принципів свободи вибору);
- суспільний рівень (формування якісного інформаційно-аналітичного простору, плюралізм, багатоканальність отримання інформації, незалежні потужні ЗМІ, які належать вітчизняним власникам);
- державний рівень (інформаційно-аналітичне забезпечення діяльності державних органів, інформаційне забезпечення внутрішньої і зовнішньої політики на міждержавному рівні, система захисту інформації з обмеженим доступом, протидія правопорушенням в інформаційній сфері, комп’ютерним злочинам)[5]

## Концепція державної інформаційної політики
Протягом 2002-2010 рр. було три спроби ухвалити концепцію державної інформаційної політики  - 2002, 2009 та 2010 року. 11 січня 2011 року черговий проект концепції прийняли у першому читанні за основу закону і направили на доопрацювання Комітету Верховної Ради України з питань свободи слова  та  інформації .
Забезпечення інформаційної безпеки в Україні наразі регламентовано  законами України «Про інформацію»,«Про національну безпеку України»,  «Про Національну програму інформатизації»,  а також «Стратегією інформаційної безпеки», затвердженої  Указом Президента України від 28 грудня 2021 року № 685/202, та  Стратегією кібербезпеки України, затвердженої Указом Президента України від 26 серпня 2021 року № 447/2021.

## Загрози національній безпеці в інформаційній сфері
Однією з основних загроз інформаційній безпеці ЗУ "Про основи національної безпеки" називає "намагання маніпулювати суспільною свідомістю, зокрема, шляхом поширення недостовірної, неповної або упередженої інформації". До інших загроз віднесено:
- прояви обмеження   свободи   слова  та  доступу  громадян  до інформації;
- поширення засобами  масової  інформації  культу   насильства, жорстокості, порнографії;
- комп'ютерна злочинність та комп'ютерний тероризм;
- розголошення інформації,  яка  становить  державну таємницю, а також конфіденційної інформації, що  є  власністю  держави або спрямована на забезпечення потреб та національних інтересів суспільства і держави. [7]

У сучасному світі глобалізму серед інших цивілізаційних викликів великою небезпекою стають нові оберти реалізації різних доктрин керованого хаосу, пропаганди війни, екстремізму, сепаратизму, насильства, жорстокості, розпалювання національної, міжетнічної, релігійної ворожнечі і ненависті, маніпулювання громадською думкою, свідомістю. Нерідко інформація може виступати способом прихованого впливу на психіку людини, маніпулювання свідомістю (навіювання), прямим вторгненням у психічне життя людей, використовуватись для здійснення комп’ютерної  злочинності чи кібертероризму. 
В Доктрині інформаційної безпеки України, підписаній Президентом в липні 2009 р., серед всього виділялись наступні загрози інформаційній безпеці країни:
- поширення у світовому інформаційному просторі викривленої, недостовірної та упередженої інформації, що завдає шкоди національним інтересам України;
- зовнішні деструктивні інформаційні впливи на суспільну свідомість через засоби масової інформації, а також мережу Інтернет;
- деструктивні інформаційні впливи, які спрямовані на підрив конституційного ладу, суверенітету, територіальної цілісності і недоторканності України;
- прояви сепаратизму в засобах масової інформації, а також у мережі Інтернет, за етнічною, мовною, релігійною та іншими ознаками.[9]

Після перемоги Євромайдану та Відсторонення Віктора Януковича від влади розпочалася розробка нової Доктрини інформаційної безпеки, яка б відповідала вимогам часу.
Новітнім нормативним актом  - Стратегією інформаційної безпеки, затвердженої  Указом Президента України від 28 грудня 2021 року № 685/2021, визначено: "Метою Стратегії є посилення спроможностей щодо забезпечення інформаційної безпеки держави, її інформаційного простору, підтримки інформаційними засобами та заходами соціальної та політичної стабільності, оборони держави, захисту державного суверенітету, територіальної цілісності України, демократичного конституційного ладу, забезпечення прав та свобод кожного громадянина. Досягнення мети здійснюватиметься шляхом ужиття заходів щодо стримування та протидії загрозам інформаційній безпеці України та нейтралізації інформаційної агресії, у тому числі спеціальних інформаційних операцій держави-агресора, спрямованих на підрив державного суверенітету, територіальної цілісності України, забезпечення інформаційної стійкості суспільства та держави, створення ефективної системи взаємодії між органами державної влади, органами місцевого самоврядування та суспільством, а також розвиток міжнародної співпраці у сфері інформаційної безпеки на засадах партнерства та взаємної підтримки."

## Забезпечення національної безпеки в інформаційній сфері

### Діяльність Міжвідомчої комісії з питань інформаційної політики та інформаційної безпеки
При Раді національної безпеки і оборони (РНБО) діє Міжвідомча комісія з питань інформаційної політики та інформаційної безпеки. До основних її завдань, зокрема, належить аналіз стану і можливих загроз національній безпеці України в інформаційній сфері  та  узагальнення  міжнародного  досвіду  щодо формування та реалізації інформаційної політики 

### Укази Президента України
23 квітня 2008 р. Віктор Ющенко своїм наказом № 377/2008 ввів в дію рішення РНБО "Про невідкладні заходи щодо забезпечення інформаційної безпеки України" [Архівовано 26 січня 2022 у Wayback Machine.]. Відповідно до цього указу уряд, зокрема, мав:
- розробити  і  внести  у  шестимісячний  строк  на  розгляд Верховної Ради України проект Концепції національної інформаційної політики,  яка визначатиме  основні  напрями,  засади  і  принципи національної   політики, механізми  її  реалізації та пріоритети розвитку  інформаційної  сфери;
- затвердити державну програму формування позитивного іміджу України;
- виділити фінансування на інформаційно-роз'яснювальну діяльність культурно-інформаційних центрів при закордонних дипломатичних  установах України, розширити мережу таких центрів;
- затвердити заходи щодо розширення вітчизняного мовлення на  території  інших  держав іноземними мовами;
- вжити невідкладних заходів щодо забезпечення присутності    програм    вітчизняних    телерадіоорганізацій    у багатоканальних мережах інших держав.

Результатом виконання цього указу стало, зокрема, створення РНБО Доктрини інформаційної безпеки України - сукупності основних офіційних поглядів на мету, задачі, принципи й основні напрямки забезпечення інформаційної безпеки держави. Віктор Ющенко затвердив її у липні 2009 р. В підготовці і обговоренні документу було задіяно понад 30 органів державної влади, наукових установ, враховано понад 200 конкретних пропозицій, у тому числі від представників громадських організацій, експертного середовища. В ньому сказано, що в інформаційній сфері України вирізняються такі життєво важливі інтереси держави:
- недопущення інформаційної залежності, інформаційної блокади України, інформаційної експансії з боку інших держав та міжнародних структур;
- ефективна взаємодія органів державної влади та інститутів громадянського суспільства при формуванні, реалізації та коригуванні державної політики в інформаційній сфері;
- побудова та розвиток інформаційного суспільства;
- забезпечення економічного та науково-технологічного розвитку України;
- формування позитивного іміджу України;
- інтеграція України у світовий інформаційний простір.[13]

В цьому ж було документі визначено принципи забезпечення інформаційної безпеки України:
- свобода збирання, зберігання, використання та поширення інформації;
- достовірність, повнота та неупередженість інформації;
- обмеження доступу до інформації виключно на підставі закону;
- гармонізація особистих, суспільних і державних інтересів;
- запобігання правопорушенням в інформаційній сфері;
- економічна доцільність;
- гармонізація українського законодавства в інформаційній сфері з міжнародним;
- пріоритетність національної інформаційної продукції.

Питання, пов'язані із кібербезпекою, визначаються Стратегією кібербезпеки України, затвердженою Указом Президента України від 26 серпня 2021 року № 447.